# محوطه و گورستان سیوه سور
محوطه و قبرستان سیوه سور در شهرستان سقز، بخش مرکز ی، روستای خیدر واقع شده و این اثر در تاریخ ۱۰ دی ۱۳۸۱ با شمارهٔ ثبت ۶۸۵۴ به‌عنوان یکی از آثار ملی ایران به ثبت رسیده است.